# Hieracium aureiceps
Hieracium aureiceps es una especie de planta con flor del género Hieracium, de la familia Asteraceae, orden Asterales.

## Distribución
Hieracium aureiceps se distribuye por Rusia europea.

## Taxonomía
Fue descrita científicamente por Norrl. ex R. N. Shlyakov. Fue publicada en Fl. Evropeískoí Chasti SSSR 8: 242 (1989).